# Anisogomphus chaoi
Anisogomphus chaoi là loài chuồn chuồn trong họ Gomphidae. Loài này được Liu mô tả khoa học đầu tiên năm 1991.